# Терміновий виклик
«Терміновий виклик» (рос. «Срочный вызов») — радянський худоній фільм 1978 року, знятий режисером Геральдом Бежановим на кіностудії «Мосфільм».

## Сюжет
Співробітник саранської клініки Петров вирушає на виклик до мордовського села Сидорки. Знайомство з місцевим лікарем Жуковим та усвідомлення потрібності людям змінює його долю. Герой відмовляється від наукової роботи та переїжджає до села.

## У ролях
- Євген Кіндінов — Сергій Ігнатович Петров, молодий хірург із Саранського медінституту
- Євген Лебедєв — Терентій Петрович Жуков, старий сільський лікар
- Марина Дюжева — Женя, медсестра
- Євген Перов — Іван Іванович Запольський, фельдшер, старий друг Жукова
- Любов Соколова — Ольга Григорівна Колобашкіна, домогосподарка
- Наталія Єгорова — Наталія Миколаївна, коханка Сергія, розлучена
- Рамаз Чхиквадзе — Георгій Миколайович, завідувач хірургічної кафедри
- Микола Парфьонов — Єгор Пацайкін, старий
- Олександр Новиков — Сашко, лікар
- Борис Гітін — Олександр Єгорович, син Пацайкіна
- Манефа Соболевська — Зінка, дружина Пацайкіна
- Олександр П'ятков — Василь, механізатор з остеомою на пальці
- Анатолій Вєдьонкин — шофер
- Марина Яковлєва — Ксенія, дочка Запольського, робітниця телеграфу
- Євгенія Лижина — відвідувачка у лікарні
- Анатолій Васін — епізод
- В. Завгородній — епізод
- В. Михайлова — епізод
- В. Субачов — епізод
- Олег Михайлов — епізод
- Володимир Приходько — Трохим Денисович, тесляр
- Віка Головатюк — онука Пацайкіна
- Коля Лошкарьов — мешканець села
- Володимир Носик — мешканець села Виселки
- Іван Турченков — сусід Пацайкіна

## Знімальна група
- Режисер — Геральд Бежанов
- Сценаристи — Геральд Бежанов, Валентин Ховенко
- Оператор — Володимир Папян
- Композитор — Едуард Хагагортян
- Художник — Леонід Платов